# Mladen Bojinović
Mladen Bojinović, né le 17 janvier 1977 à Banja Luka en Yougoslavie aujourd'hui en Bosnie-Herzégovine, est un ancien joueur de handball serbe. Évoluant au poste d'arrière gauche ou de demi-centre, il mesure 2,02 mètres et pèse 102 kilos. Il est le deuxième joueur le plus titré du championnat de France avec onze championnats remportés entre 2003 et 2015 et un des meilleurs buteurs de l'histoire du championnat avec 1216 buts en 270 matchs.

## Biographie
Après avoir débuté en Serbie, il rejoint à 22 ans le championnat d'Espagne où il évolue dans trois clubs différents en trois saisons dont le FC Barcelone avec lequel il atteint la finale de la Coupe de l'EHF et remporte la Coupe ASOBAL 2001-2002. 
En 2002, il rejoint le Montpellier Handball dans le but de remplacer Jérôme Fernandez qui rejoint lui Barcelone. Il y passera dix saisons. Dès sa première année dans ce club, il remporte la Ligue des champions 2003 et sera un grand artisan de la domination montpelliéraine sur la scène nationale avec 9 titres de champion de France, 7 Coupes de France et 8 Coupes de la Ligue.
En 2012, Dougi n'a pas été prolongé par le club et signe alors un contrat de 2 ans au Paris Handball alors que le club lutte pour le maintien et n'a pas encore été racheté par le Qatar Investment Authority. Le 14 février 2013, lors du match contre Saint-Raphaël, il marque son 1000e but en championnat de France,, devenant le deuxième joueur après Anouar Ayed à réaliser cette performance.
En 2013, avec le club désormais nommé Paris Saint-Germain, il remporte son 10e titre de champion de France. Lors des deux saisons suivantes, du fait de l’arrivée de Daniel Narcisse, son temps de jeu est diminué mais il remporte sa huitième et neuvième Coupe de France puis son onzième championnat de France, devenant ainsi le joueur le plus titré du championnat de France, dépassant les dix couronnes remportés par ses anciens coéquipier Laurent Puigségur et Michaël Guigou. 
L'arrivée de Nikola Karabatic sonne le glas de son parcours avec l'équipe parisienne et c'est dans son club formateur, RK Borac Banja Luka, qu'il évolue à la rentrée 2015, notamment dans le but d'aider le club à remporter le tournoi de qualification de la Ligue des champions. Le club n'étant pas arrivé à ses fins, il est recruté fin octobre par le Tremblay-en-France Handball, mal au point en championnat de France. Il ne pourra pas empêcher la relégation du club tremblaysien en Division 2. Le 19 mai 2017, il dispute son dernier match avec Tremblay et termine sa carrière sur un titre de Champion de France de D2.

### Divers
Le 10 juillet 2015, il est reconnu coupable d'escroquerie par le tribunal de Montpellier dans l'affaire des paris liés au match truqué de mai 2012 entre Cesson et Montpellier.

## Palmarès

### En club
Compétitions internationales 
- Vainqueur de la Ligue des champions (1) : 2003
- Finaliste de la Coupe de l'EHF (1) : 2002

 Compétitions nationales 
- Vainqueur du Championnat de Serbie-et-Monténégro (1) : 1999
- Vainqueur du Coupe de Serbie-et-Monténégro (1) : : 1998
- Vainqueur de la Coupe ASOBAL (1) : 2002
- Vainqueur du Championnat de France (11) : 2003, 2004, 2005, 2006, 2008, 2009, 2010, 2011, 2012, 2013, 2015

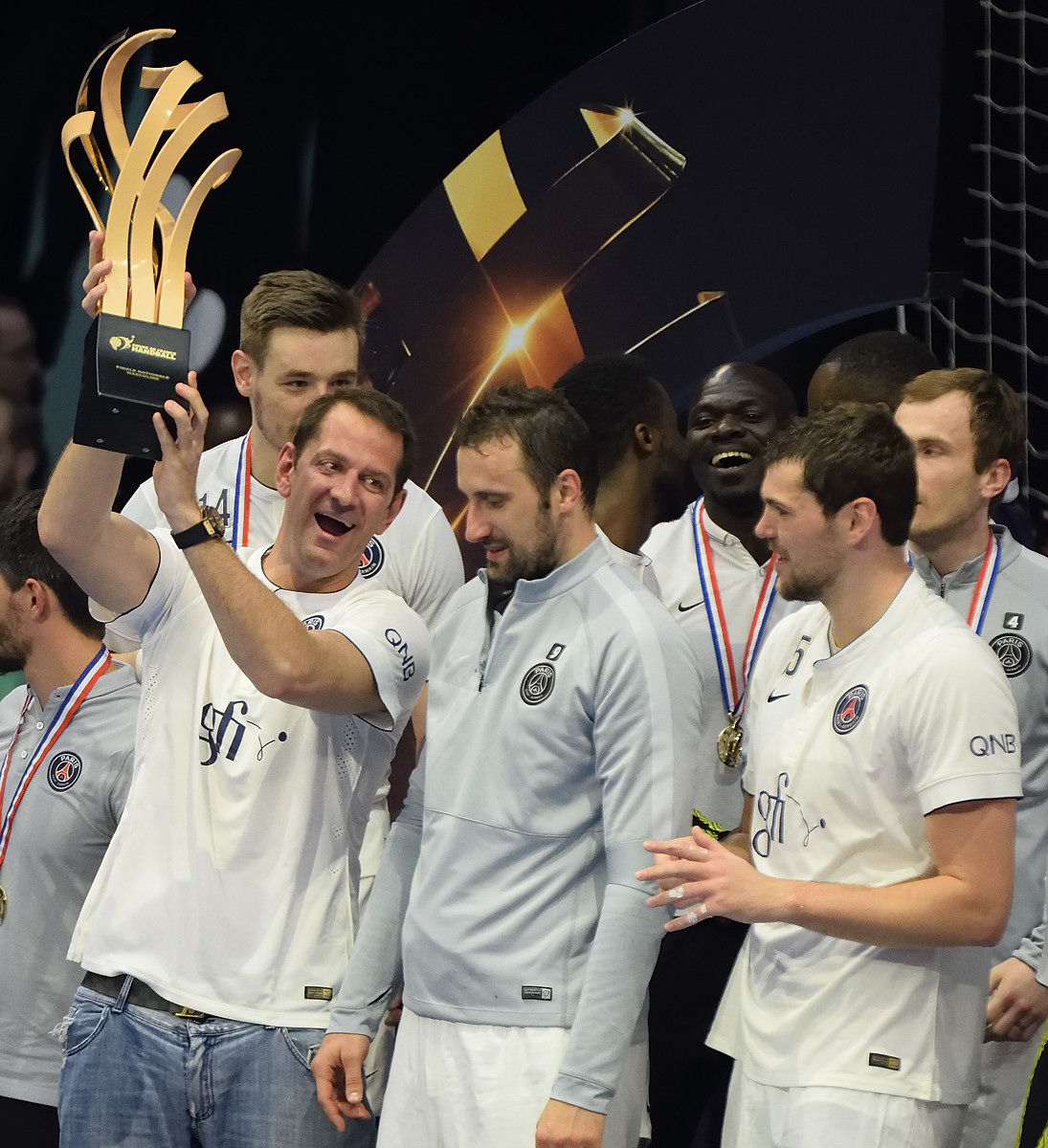
Mladen Bojinović, vainqueur de sa 9e coupe de France en 2015.

- Vainqueur de la Coupe de France (9) : 2003, 2005, 2006, 2008, 2009, 2010, 2012, 2014, 2015
- Vainqueur de la Coupe de la Ligue (8) : 2004, 2005, 2006, 2007, 2008, 2010, 2011, 2012
- Vainqueur du Trophée des Champions (3) : 2010-11, 2011-12, 2014-15
- Vainqueur du Championnat de France de Division 2 (1) : 2017

### En équipe nationale
- Médaille de bronze au Championnat du monde 2001 en France
- 10e place au Championnat d'Europe 2002 en Suède
- 8e place au Championnat du monde 2003 au Portugal
- 8e place au Championnat du monde 2009 en Croatie
- 10e place au Championnat du monde 2011 en Suède

### Distinctions individuelles
- Élu meilleur joueur et meilleur demi-centre du championnat de France de la Saison 2007-2008[10]
- 2e meilleur buteur du Championnat de France 2004-2005
- 3e meilleur buteur de l'histoire du Championnat de France avec 1216 buts marqués